# Liste de pagi
Cet article dresse une liste non exhaustive de pagi, classés par civitas et par provinces.

## Partie occidentale,pars occidentalis

### Préfecture du prétoire d'Italie,praefectus praetorio per Italiae
(Le préfet du prétoire d'Italie réside à Rome).

#### Diocèse d'Illyrie,diocesis Illyricum
(On appelle aussi ce diocèse « diocèse des Pannonies », diocesis Pannoniarum)

##### Valérie,Valeria
(différente de la Valérie suburbicaire)

#### Diocèse d'Afrique,diocesis Africae
(On appelle aussi ce diocèse « diocèse des Pannonies », diocesis Pannoniarum)

### Préfecture du prétoire des Gaules,praefectus praetorio Galliarum

#### Diocèse des Sept Provincesdiocesis Septem provinciarum

##### Aquitaine première,Aquitanica prima

###### Civitas Albiensiun
(Civitas Albiensiun : Albigeois (Albigenses, Albi), peut-être les Rutènes provinciaux (Ruteni Provinciales))

###### Cité des Cadurques,Civitas Cadurcorum
(Cadurci, Quercy, Cahors)

###### Cité des Rutènes,Civitas Rutenorum
(Ruteni, Rouergue, Rodez)

###### Cité des Lemovices,Civitas Lemovicum
(Lemovici, Limousin)

###### Cité des Arvernes,Civitas Arvernorum
(Arverni, Auvergne)

###### Cité des Bituriges (civitas biturigum)
(capitale à Avaricum (Bourges), cité à pagus unique), :
- Pagus bituricus (« pays berrichon » ou Berry).

###### Cité des Vellaves,Civitas Vellavorum
(Vellavi, Velay)

###### Cité des Gabales,Civitas Gabalum
(Gabali, Gévaudan)

##### Aquitaine seconde,Aquitanica secunda
(ou Aquitania secunda)

#### Diocèse des Gaules,diocesis Galliarum

##### Belgique première,Belgica prima

###### Cité des Trévires,Ciuitas Treuerorum
(capitale: Augusta Treverorum (Trèves))

###### Cité des Leuques,Ciuitas Leucorum
(capitale : Tullum Leucorum (Toul))

###### Cité des Médiomatriques,Ciuitas Mediomatricorum
(capitale : Divodurum (Metz))

###### Cité des Verodunenses,Ciuitas Verodunensium
(capitale: Virodūnum (Verdun))

##### Belgique seconde,Belgica secunda

###### Cité des Rèmes,Ciuitas Remorum
- Pagus Castricius ou Castricensis : Chef-lieu : Castricum, aujourd'hui détruit mais proche de Charleville-Mézières
- Pagus Dulcomensis, aussi appelé le Dormois
- Pagus Porcensis (le Porcien)
- Pagus Mosomensis, aussi appelé Mouzonnais : Mouzon
- Pagus Remensis : Chef-lieu : Durocortorum (Reims), capitale de cité
- Pagus Tardinensis : le Tardenois
- Pagus Vongensis : pays de Voncq

###### Cité des Silvanectes,Ciuitas Siluanectum
(capitale : Augustomagus (Senlis))

###### Cité des Suessiones,Ciuitas Suessionum
Capitales successives:
1. Noviodūnum (Pommiers ou Villeneuve-Saint-Germain)
2. Augusta Suessionum (Soissons)

###### Cité des Véromanduens,Ciuitas Veromanduorum
- Pagus Viromandui ou Vermandois
- Pagus Noviomensis ou Noyonnais

###### Cité des Atrébates,Ciuitas Atrebatium
- Pagus Atrebatensis
- Pagus Austrebantum ou Ostrevent
- Pagus Scarbeius
- Pagus Leticus

###### Cité des Bellovaques,Ciuitas Bellovacorum
(capitale : Caesaromagus (Beauvais))
- Pagus Belvacensis
- Pagus Vindoilensis ou Vendelois
- Pagus Camliacensis ou Chambliois
- Pagus Rossontensis ou Ressontois

###### Cité des Ambiens,Ciuitas Ambianensium ou Ciuitas Ambianorum
- Pagus Ambianensis ou Amiénois
- Pagus Pontivus ou Ponthieu
- Pagus Viminaus ou Vimeu

###### Cité des Morins,Civitas Morinorum
- Pagus Bononiensis ou Boulonnais
- Pagus Teruanensis ou Ternois

###### Cité des Nerviens,Civitas Nerviorum
- Pagus Cameracensis ou Cambrésis
- Pagus Hainaus ou Hainaut
- Pagus Bracbantum ou Brabant
- Pagus Renensium (correspond au doyenné d'Anvers)

###### Cité des Camaracenses,Ciuitas Camaracensium
(ancienne c. Nerviorum, avec pour nouveau chef-lieu : Camaracum – Cambrai)

###### Ciuitas Catalaunorum
(séparée de la ciuitas Remorum ; chef-lieu : Catalaunum – Châlons-en-Champagne)

###### Cité des Bononenses,Ciuitas Bononensium
(séparée de la ciuitas Morinorum ; chef-lieu : Bononia – Boulogne-sur-Mer)

##### Germanie seconde,Germania secunda

###### Cité des Ménapiens,Civitas Menapiorum
- Pagus Flandrensis
- Pagus Wasiae ou pays de Waes
- Pagus Gandensis
- Pagus Curtracensis ou Courtraisis
- Pagus Tornacensis ou Tournaisis
- Pagus Mempiscus ou Mempisque
- Pabula ou Pévèle
- Caribant ou Carembault
- Pagus Medenentensis ou Mélantois

###### Cité des Tongres,Civitas Tungrorum
- Pagus Lommensis
- Pagus Darnuensis
- Pagus Sambrensis
- Pagus Arduennensis

##### Lyonnaise première,Lugdunensis prima
(capitale de province : Lyon)

###### Cité des Éduens
(capitale de cité Augustodunum (Autun))

###### Cité des Ségusiaves
(capitale de cité Forum Segusiavorum (Feurs))

##### Lyonnaise seconde,Lugdunensis secunda

###### 👑 Cité des Véliocasses
(capitale de cité Rotomagus (Rouen))
- Veuguessin ou Vexin, Veliocassinus pagus

###### Cité des Eburovices
(capitale de cité Mediolanum (Évreux))

###### Cité des Baïocasses
(capitale de cité Augustodurum (Bayeux))

###### Cité des Calètes
(capitale de cité Juliobona (Lillebonne))

###### Cité des Lexoviens
(capitale de cité Noviomagus Lexoviorum (Lisieux))

###### Cité des Unelles
(capitale de cité Cosedia (Coutances) ou Crociatonum (Carentan))

###### Cité des Viducasses
(capitale de cité Aregenua (Vieux))
(au Bas-Empire romain, leur cité est rattachée à celle des Baïocasses)

##### Lyonnaise troisième,Lugdunensis tertia

###### 👑 Cité des Turones (civitas turonorum)
(capitale à Caesarodunum (Tours), cité à pagus unique), :
- Pagus turonicus (« pays tourangeau »).

###### Cité des Andécaves
(capitale de cité, Juliomagus (Angers))

###### Cité des Cénomans,Civitas Cenomanorum
(capitale de cité Vindinum (Le Mans))

###### Cité des Diablintes
(capitale de cité Noviodunum (Jublains))

###### Cité des Coriosolites
(capitale de cité Fanum Martis (Corseul))

###### Cité des Namnètes
(capitale de cité Condevicnum (Nantes))

###### Cité des Osismes,Civitas Osismiorum
(capitale de cité Vorgium (Carhaix))
- Pagus Achmensis : Pays d'Ac'h

###### Cité des Riedones
(capitale de cité Condate Riedonum (Rennes))

###### Cité des Vénètes
(capitale de cité Darioritum (Vannes))

##### Lyonnaise sénonaise (Lugdunensis senonia)
La province de la Gaule Lyonnaise Quatrième (ou Sénonaise) est créée au début du IVe siècle par partition de la Lyonnaise Première. Sont également créés au même moment deux nouveaux pagi pour les Parisii et les Auréliens.

###### 👑 Cité des Sénons (civitas senonum)
(capitale de cité à Agedincum (Sens) ; incluait auparavant le pagus des Parisii).

###### Cité des Carnutes (civitas carnutorum)
(territoire au nord-ouest de la région Centre-Val de Loire ; capitale de cité à Cenabum (Orléans), puis Autricum (Chartres) à partir de 330 environ ; incluait auparavant les pagi de la cité des Auréliens), :
- Pagus carnutenus (« pays chartrain ») : capitale de cité (après 330) et chef-lieu à Autricum (Chartres).
- Pagus blesensis (« pays blésois ») : chef-lieu à Blesum (Blois),
- Pagus drocensis (« pays drouais ») : chef-lieu à Durocassis (Dreux),
- Pagus dunensis (« pays dunois ») : chef-lieu à Dunensum (Châteaudun),
- Pagus madriacensis (« pays mérensais ») : en Madrie (chef-lieu non-identifié[1]),
- Pagus pinciacensis (« pays pisciaçais ») : chef-lieu à Pinciacum (Poissy),
- Pagus vindocinensis (« pays vendômois ») : chef-lieu à Vindocinum (Vendôme).

###### Cité des Auréliens (civitas aurelianorum)
(cité créée vers 330 en détachement de la cité des Carnutes ; capitale de cité à Cenabum (Orléans)) :
- Pagus aurelianensis (« pays orléanais ») : capitale de cité et chef-lieu à Cenabum (Orléans).

###### Cité des Meldes (civitas meldorum)
(capitale de cité à Iatinum (Meaux))

###### Cité des Parisii (civitas parisiorum)
(cité créée vers 330 en détachement de la cité des Sénons ; capitale de cité à Lutetia (Paris)) :
- Pagus parisiacus (« pays parisien »).

###### Cité des Tricasses (civitas tricassium)
(capitale de cité à Augustobona (Troyes))

##### Grande Séquanaise,Maxima sequanorum

###### Cité des Lingons,Civitas Lingonum
(subdivisions territoriales du Ve siècle au IXe siècle correspondant à la pertica des Lingons avant le Principat)
- Pagus Arcisensis : Arcesais (uniquement la moitié est)
- Pagus Attoariensis : Attouar puis Atuyer (correspondant approximativement aux cantons de Mirebeau-sur-Bèze, Champlitte, Fontaine-Française et d'Is-sur-Tille)
- Pagus Barrensis : Baraubois (correspondant approximativement aux cantons de Bar-sur-Aube, Soulaines-Dhuys et Vendeuvre-sur-Barse)
- Pagus Bassiniacensis : Bassigny
- Pagus Boloniensis : Bolènois
- Pagus Briavenensis : Brénois
- Pagus Divionensis : Dijonnais
- Pagus Duesmonensis : Duesmois
- Pagus Latiscencis : Lassois (correspondant approximativement aux anciens arrondissements de Châtillon-sur-Seine et Bar-sur-Seine, à l'exclusion du canton de Chaource)
- Pagus Lingonensis : Langrois
- Pagus Mesmontensis : Mémontois
- Pagus Oscarensis : Oscheret
- Pagus Perthisius : Perthois et Pays du Der
- Pagus Portisiorum (ou Porticianus ou bien Portensis) : Portois (uniquement la partie occidentale située à l'ouest de la Saône et comprenant notamment Portus-Abucinus)
- Pagus Tornodorensis : Tonnerrois (correspondant approximativement à l'ancien arrondissement de Tonnerre et au canton de Chaource)
- Pagus Valagensis : Vallage

## Partie orientale,pars orientalis

### Préfecture du prétoire d'Orient,praefectus praetorio per Orientem

#### Diocèse d'Orient,diocesis Orientis

##### Phénicie,Foenice
(ou Phoenice)

##### Phénicie libanaise,Foenise libanensis
(ou Phoenice libanensis)

#### Diocèse d'Asie,diocesis Asiana

##### Phrygie pacifiée,Frygia pacatina
(ou Phrygia pacatina)

##### Phrygie salutaire,Frygia salutaris
(ou Phrygia salutaris)

#### Diocèse du Pont,diocesis Pontica

##### Helénopont,Helenopontus
(ou Hellenopontus)

#### Diocèse de Thrace,diocesis Thraciae

##### Haemimontus,Haemimontus
(ou Haemus)